# Gerberga da Lombardia
Gerberga da Lombardia (m. após dezembro de 771) foi a esposa de Carlomano I, rei dos Francos, e cunhada de Carlos Magno. Sua fuga para o reino Lombardo de Desidério depois da morte de Carlomano I precipitou a última guerra Franco-Lombarda e a destruição do reino Lombardo.

## História
Sabe-se muito pouco sobre Gerberga. Sua família e sua cidade são desconhecidas, referências apontando-a como filha de Desidério aparecem baseadas na confusão entre ela e sua cunhada, a princesa lombarda Desiderata da Lombardia, que se casou com o irmão de Carlomano I, Carlos Magno, como parte de um pacto entre os francos e os lombardos. Foi atestado pelo papa Estêvão IV que ela era do povo franco: quando o papa ouviu sobre o casamento de Desiderata e Carlos Magno, escreveu uma carta repreensora a Carlos Magno e Carlomano I, dizendo aos irmãos que "pela ordem explícita de seu pai (Pepino, o Breve), você foi unido pelo casamento com a bela mulher franca."
Gerberga deu a seu marido Carlomano I dois filhos, o mais velho chamado de Pepino, durante seu casamento. Depois da morte de Carlomano I (de um severo sangramento nasal, de acordo com uma fonte), Gerberga esperava que seus filhos herdassem o reino do pai, e talvez pretendesse governar como regente. Porém, Carlos Magno apanhou o reino do irmão, e Gerberga fugiu para Frância com seus filhos e o conselheiro-chefe de Carlomano I, Autchar, uma fuga que, segundo o biógrafo de Carlos Magno, Einhard, "ocorreu sem nenhuma razão".
De qualquer forma, Gerberga e companhia fugiram para a Lombardia, onde buscaram refúgio com o rei Desidério, em Pavia. Desidério e Carlomano I foram inimigos durante o reinado do último, devido à aliança entre Desidério e Carlos Magno, com o qual viveu em signo de hostilidade. Desidério, no entanto, se indispôs com Carlos Magno por seu repúdio à sua filha, Desiderata, pouco depois, e então deu apoio à família de Carlomano I. Ele imediatamente fez propostas ao papa Adriano I, pedindo que ele coroasse os filhos de Gerberga como reis dos Francos, e validasse seus direitos para suceder seu pai.
Em 773, Carlos Magno invadiu a Itália, querendo acabar com a ameaça de Desidério e Gerberga. Desidério foi cercado em Pavia, a capital lombarda, e Gerberga procurou refúgio com seus filhos Autchar e o filho de Desidério, Adalgis, em Verona, a cidade lombarda mais forte. Pavia cairia em junho de 774, e Verona foi tomada antes disso, os cidadãos sendo privados de proteger a armada franca, e Gerberga, suas crianças e Autchar foram colocados na frente de Carlos Magno.
Seus destinos depois são desconhecidos, porque não há mais referência a eles na história papal e franca. Alguns historiadores, refletindo sobre o tratamento que Carlos Magno dedicou a outros inimigos, consideram que provavelmente Gerberga e seus filhos foram mandados a conventos, como Desidério e sua família. Outros consideram as exortações de Carlos Magno a seus filhos em Divisio Regni, onde ele ordena que nenhum de seus filhos faça mal a seus filhos e sobrinhos, e sugerem que ele poderia ter desejado dar o mesmo tratamento a seus sobrinhos.